# Sadiq Jalal al-Azm
Sadiq Jalal al-Azm (Damascus, november 1934 – Berlijn, 11 december 2016) was een Syrisch filosoof. Hij was gespecialiseerd in het werk van Immanuel Kant en de relatie tussen de islamitische wereld en het westen. Sadiq Jalal al-Azm was een voorspreker van de mensenrechten en de vrijheid van meningsuiting.

## Levensloop
Hij is een telg uit de Al-Azm-familie, een beroemde soennitische familie van  grootgrondbezitters uit de regio Damascus. De familie verwierf in de 18e eeuw aanzien toen Groot Syrië sinds 1516 door het Ottomaanse Rijk werd overheerst.
Al-Azm studeerde in Beiroet (Libanon) en behaalde in 1957 zijn bachelorgraad in filosofie aan de Amerikaanse Universiteit van Beiroet. Hij studeerde verder aan de Yale-universiteit en behaalde daar in moderne Europese filosofie zijn mastergraad in 1959 en zijn doctoraat in 1961. Sinds 1963 gaf hij Engelse les aan de Amerikaanse Universiteit van Beiroet.
Van 1977 tot 1999 was hij hoogleraar op de faculteit voor filosofie en sociologie aan de universiteit van Damascus. Daarnaast was hij gastdocent aan verschillende Europese en Amerikaanse universiteiten.
In 1968 publiceerde hij zijn boek Al-Nakd al-Dhati Ba'da al-Hazima (Zelfkritiek na de nederlaag), waarin hij de impact van de Zesdaagse Oorlog op de Arabische naties analyseert (op Libanon na).
In 1969 werd hij in absentia gearresteerd door de Libanese regering. Hij was op dat moment gevlucht naar Syrië, maar kwam daarna terug om zich aan te geven. Daar werd hij van begin tot medio januari 1970 gevangengezet, vanwege het schrijven van een boek dat vijandschap zou provoceren tussen de verschillende religieuze stromingen in Libanon. Het betrof hier het boek Naqd al-Fikr al-Dini (Kritiek over religieus denken) dat hij in 1969 had samengesteld uit verschillende essays die ervoor al waren verschenen in kranten en tijdschriften.
In 1988 mengde hij zich openlijk in de discussie voor meer vrijheid van meningsuiting, na de publicatie van De duivelsverzen van Salman Rushdie. In 2004 ondertekende hij de Verklaring van duizend, een manifest voor vestiging van democratische verkiezingen, een rechtsstaat en de trias politica in Syrië.
Sadiq Jalal al-Azm overleed in 2016 in Berlijn op 82-jarige leeftijd.

## Erkenning
- 2004: Dr. Leopold-Lucas-Preis van de evangelisch-theologische faculteit van Eberhard-Karls-Universiteit in Tübingen
- 2004: Erasmusprijs, samen met Fatima Mernissi en Abdulkarim Soroush
- 2005: Eredoctoraat, Universiteit Hamburg.
- 2015: Goethe-Medaille van het Goethe-Institut